# متروی فرانکفورت
متروی فرانکفورت (آلمانی: Frankfurt U-Bahn) سامانه قطار شهری زیرزمینی در فرانکفورت، آلمان است.
این مترو در سال ۱۹۶۸ تأسیس شده ۹ خط، ۸۶ ایستگاه و ۶۴٫۹ کیلومتر طول می‌باشد.

## نگارخانه

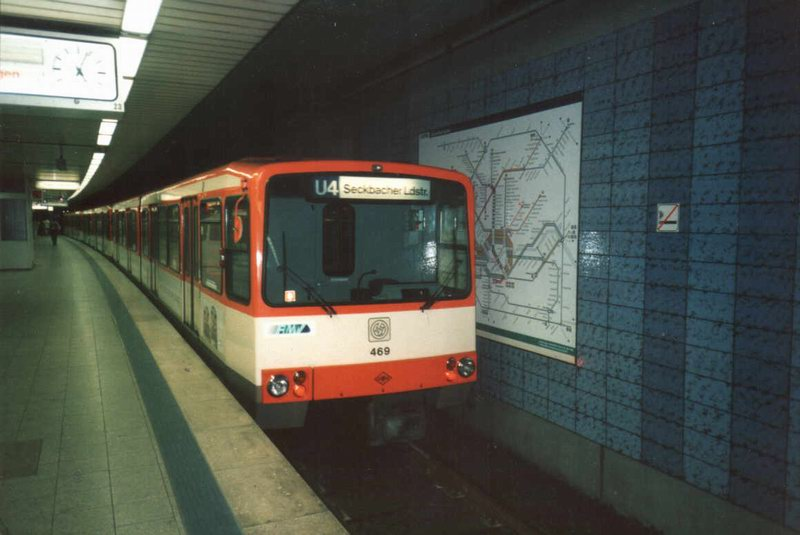
۱۹۹۶
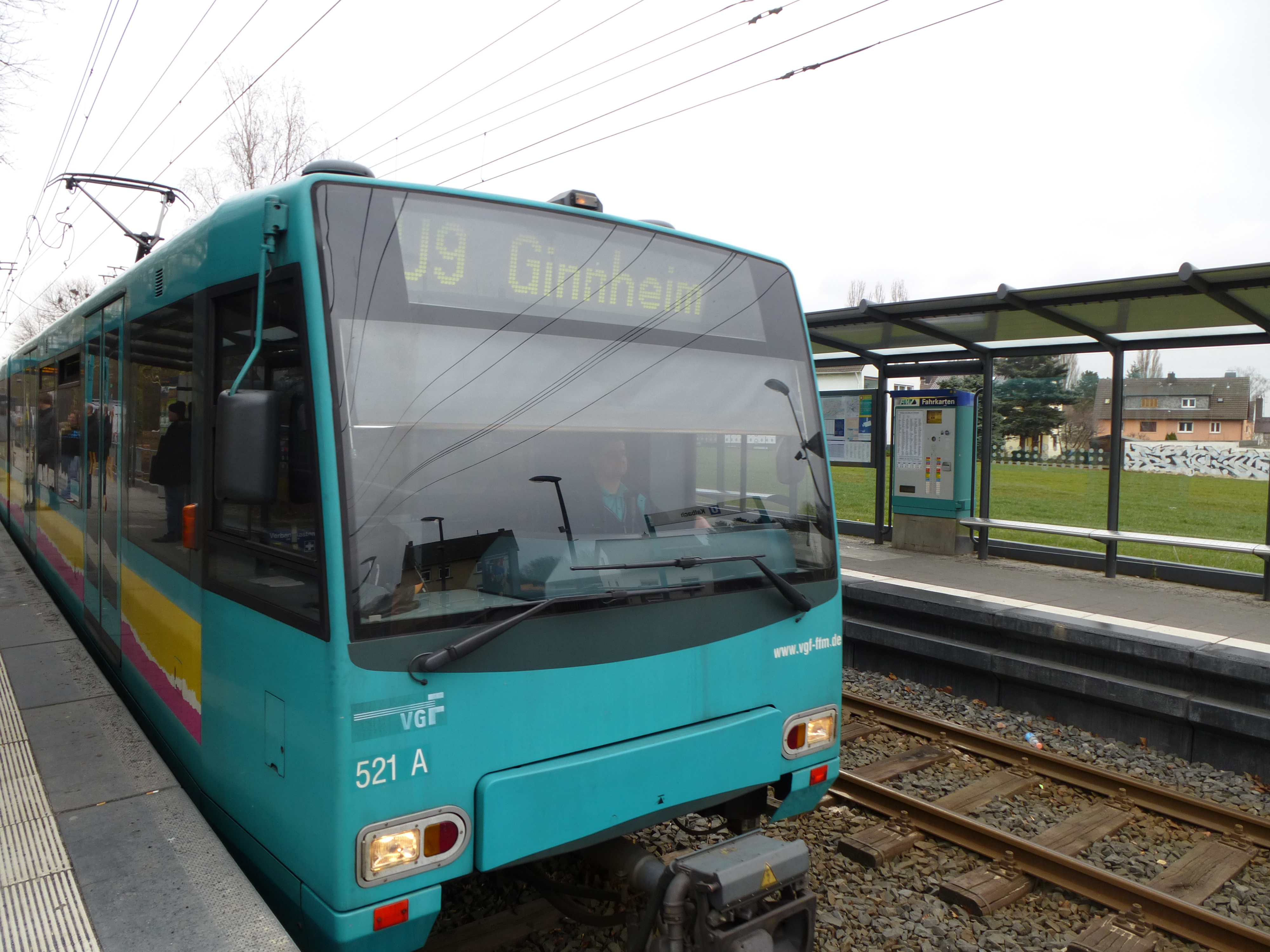
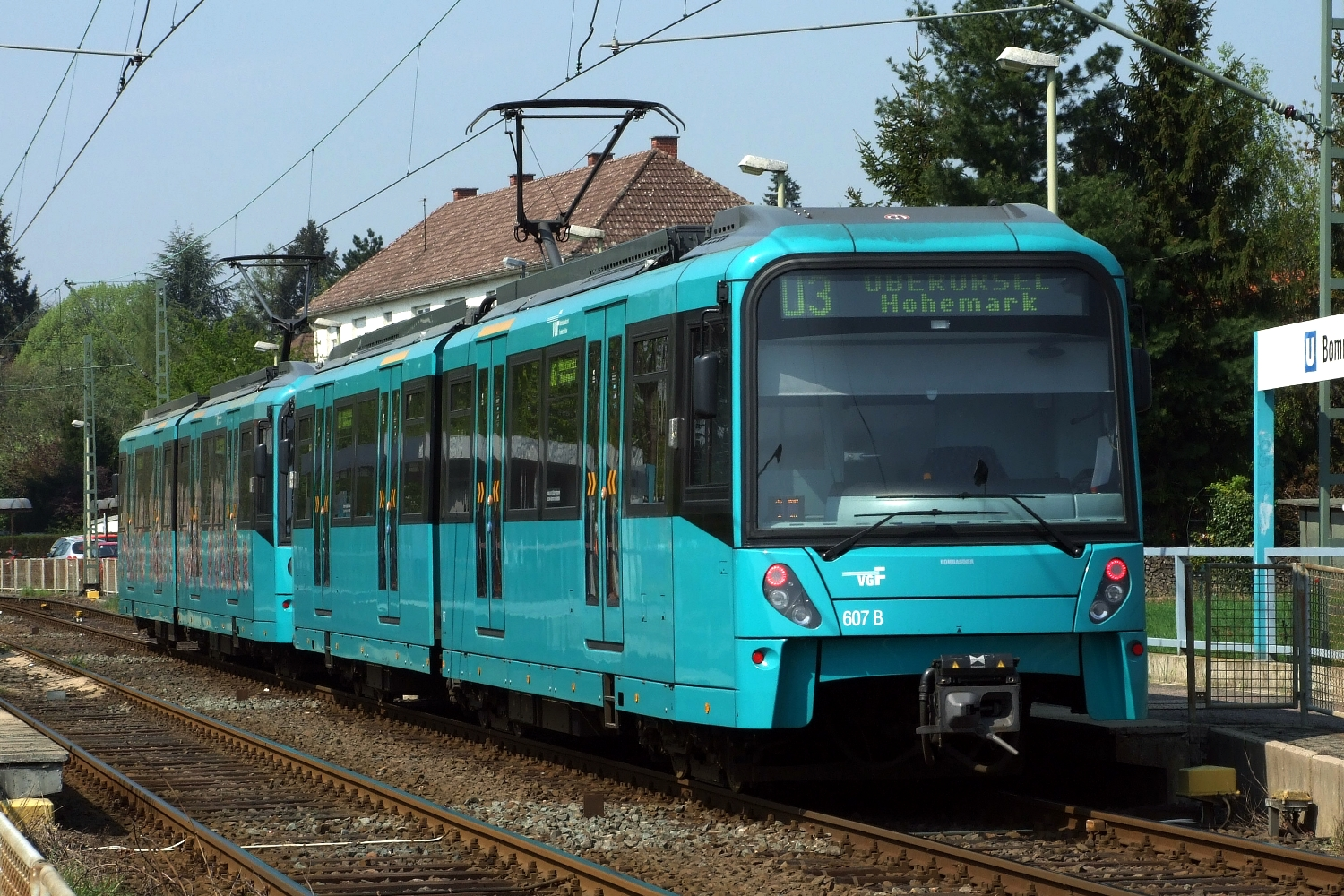
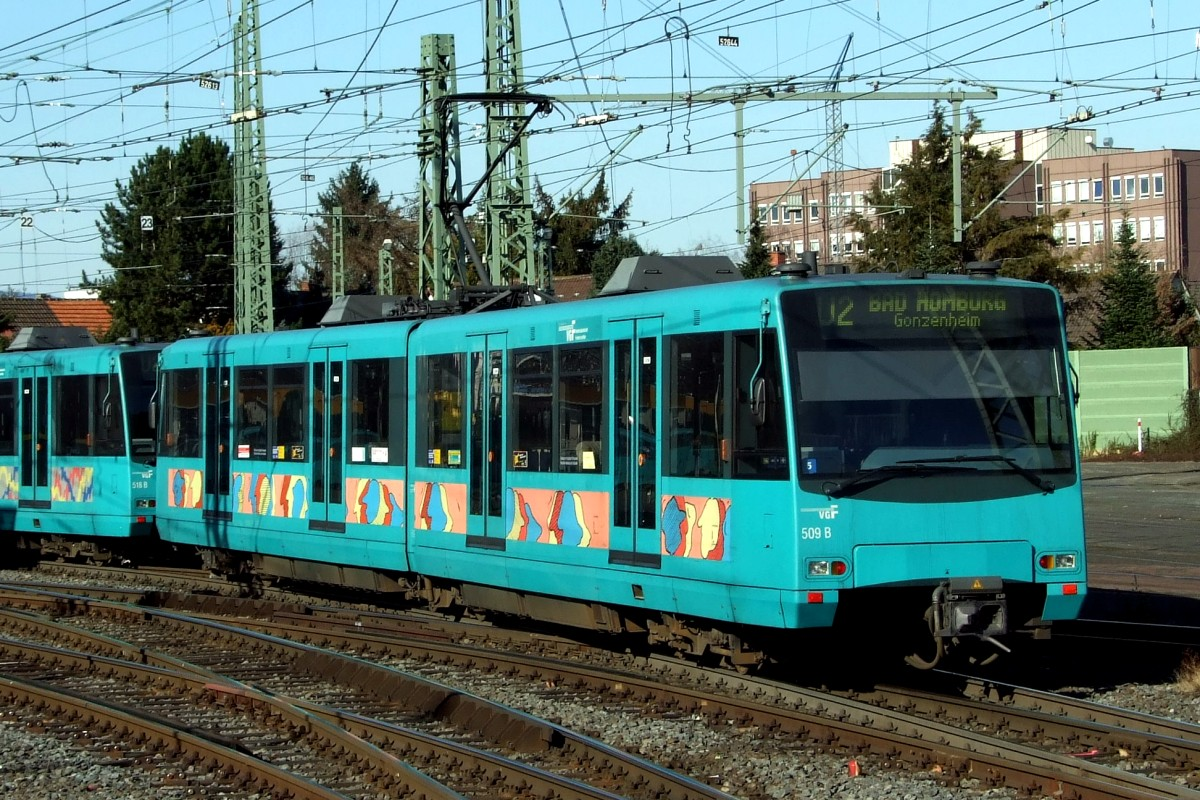
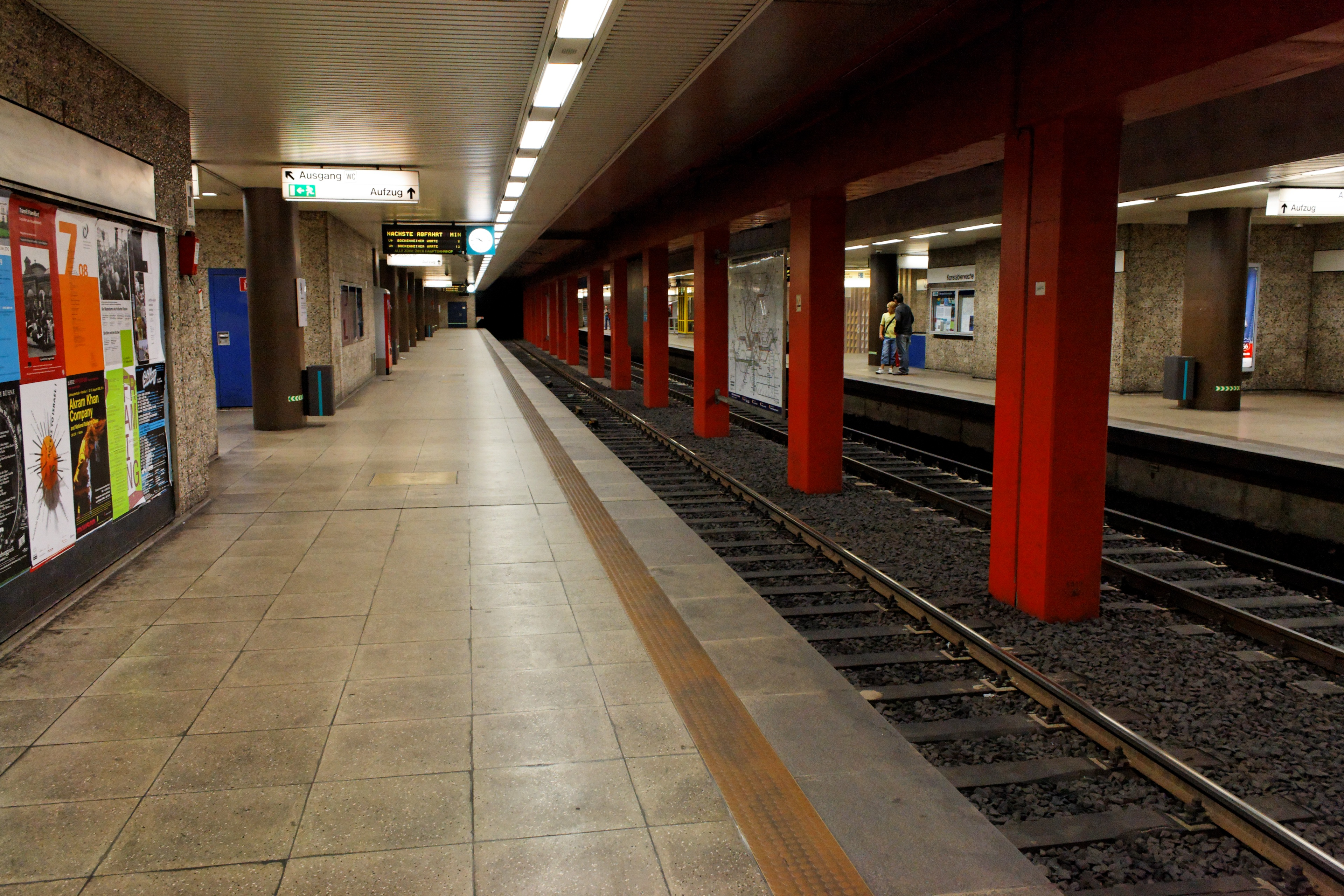